# Coltan
Coltan é a mistura de dois minerais: columbita e tantalita.  Da columbita, extrai-se o nióbio; da tantalita, o tântalo. Esse último é um minério de alta resistência térmica,  eletromagnética e à corrosão, sendo, por isso, muito utilizado na fabricação de pequenos condensadores utilizados na maioria dos aparelhos eletrônicos portáteis (celulares, notebooks, computadores automotivos de bordo). O nióbio é semelhante ao tântalo, além de ter potencial como supercondutor. Ambos os metais foram e continuam sendo fundamentais para toda a tecnologia relacionada a equipamentos eletrônicos.
As maiores reservas de tantalita (na forma coltan, ou seja, agregada à columbita) estão na República Democrática do Congo, onde, há anos, trava-se uma guerra civil envolvendo a posse das minas, além de questões étnicas, territoriais e políticas. A ONU apresenta estimativas desconcertantes, como a de que já morreram mais de 4 milhões de pessoas na disputa pelo "ouro azul", além do impressionante faturamento de mais de US$250 milhões que teve o exército de Ruanda no comércio do caro mineral, sendo que não há mineração de "coltan" nesse país vizinho do Congo.
A mineração de columbita-tantalita provoca grandes impactos no meio ambiente tropical do Congo, uma vez que não são tomadas as devidas medidas de mitigação ambiental (fato óbvio no meio de uma região em guerra) além de as minas se encontrarem próximas ou mesmo  dentro de parques nacionais. A obtenção desses materiais a partir da reciclagem de componentes eletrônicos é complexa e cara. Ambos os metais são extremamente caros e raros na natureza. 
No Brasil, as maiores reservas de tantalita encontram-se nos estados de Roraima, sobretudo no sul do estado, e no Amapá.

## Na cultura popular
- O coltan  foi bem lembrado no seriado Terminator: The Sarah Connor Chronicles (Exterminador do Futuro: As Crônicas de Sarah Connor) como o material essencial para a construção dos exterminadores.